# Erik Van Roelen
Erik Van Roelen (Diest, 16 juni 1969) is een Belgisch politicus voor CD&V. Hij is burgemeester van Halen.

## Levensloop
Van Roelen werd in 1994 voor het eerst verkozen in de gemeenteraad van Halen. Na de gemeenteraadsverkiezingen van 2000 werd hij voor het eerst schepen. Hij had de bevoegdheden Jeugd, Sport en Onderwijs. Na volgende verkiezingen in 2006 werd hij eerste schepen verantwoordelijk voor Openbare Werken en Onderwijs.

Bij de verkiezingen van 2012 was hij lijsttrekker voor CD&V. De partij behaalde de absolute meerderheid en begin 2013 volgde hij Willy Neven op als burgemeester van Halen. Na de gemeenteraadsverkiezingen van 2018 versterkte CD&V zijn absolute meerderheid en bleef hij burgemeester.